# Abaria achwatirtha
Abaria achwatirtha är en nattsländeart som beskrevs av Schmid 1982. Abaria achwatirtha ingår i släktet Abaria och familjen Xiphocentronidae. Inga underarter finns listade i Catalogue of Life.